# اچ‌ام‌اس کوئین (۱۷۶۹)

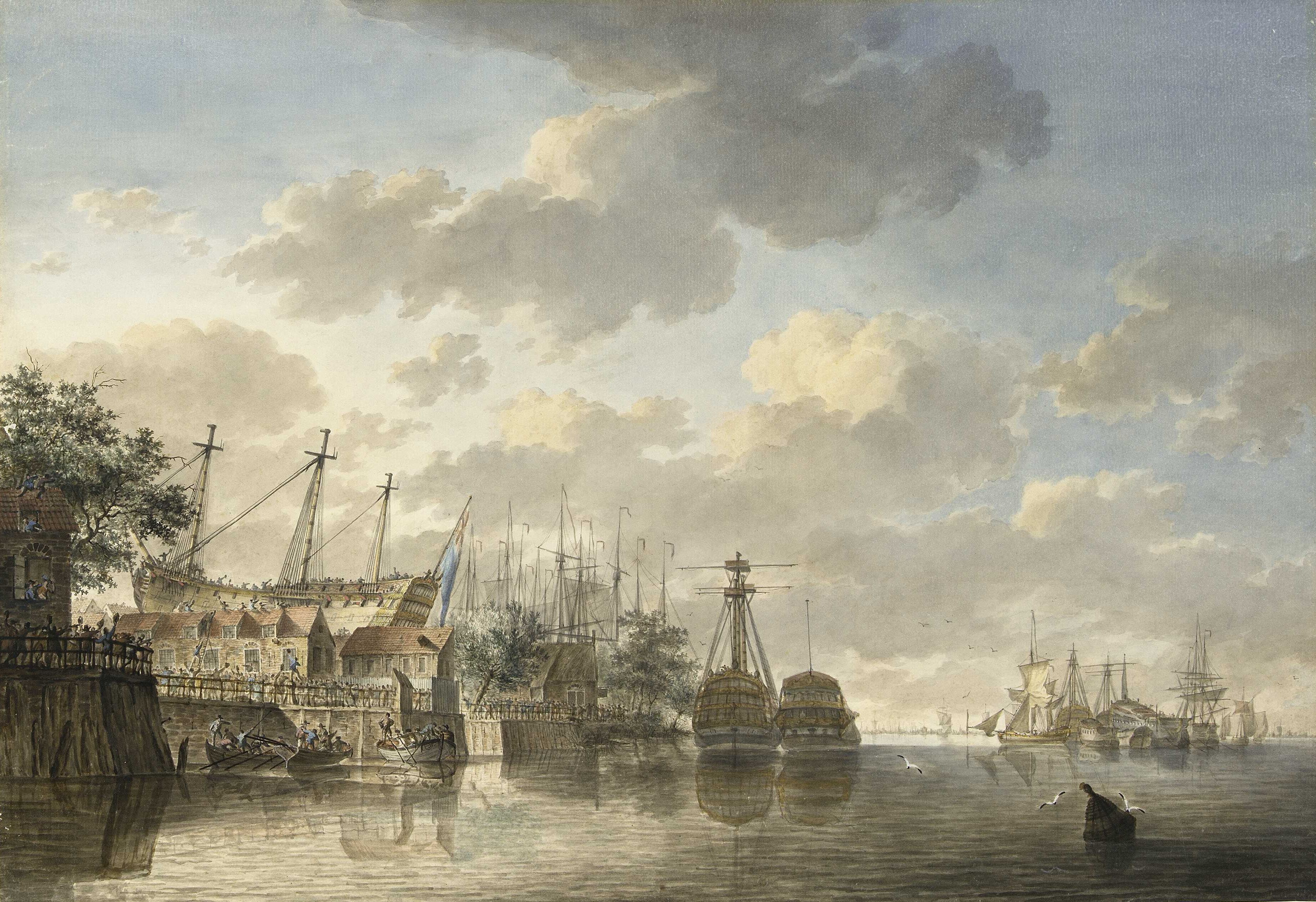
کشتی اچ ام اس کوئین ۱۷۶۹

اچ‌ام‌اس کوئین (۱۷۶۹) (به انگلیسی: HMS Queen (1769)) یک کشتی بود که طول آن ۱۷۷ فوت ۶ اینچ (۵۴٫۱۰ متر) بود. این کشتی در سال ۱۷۶۹ ساخته شد.